# Albrecht Noth
Albrecht Noth (* 23. September 1937 in Königsberg, Ostpreußen; † 22. Februar 1999 in Zechlin) war ein deutscher Islamwissenschaftler.

## Leben
Albrecht Noth wurde als Sohn des Alt-Testamentlers Martin Noth und der Helga Noth-Binterim in Königsberg/Ostpreußen geboren. Nach seinem Abitur am Beethoven-Gymnasium Bonn studierte er Mittlere und Neue Geschichte, Islamwissenschaft und Historische Hilfswissenschaften in Bonn und Freiburg im Breisgau.
1964 schloss er das Studium im Hauptfach Geschichte mit der Dissertation Heiliger Krieg und heiliger Kampf in Islam und Christentum: Beiträge zur Vorgeschichte und Geschichte der Kreuzzüge ab. Für diese Dissertation erhielt er im August 1965 den Preis der Universität Bonn. Von 1965 bis 1970 war Noth Stipendiat der Deutschen Forschungsgemeinschaft. 1970 habilitierte er sich an der Philosophischen Fakultät der Universität Bonn mit der Arbeit Quellenkritische Studien zu Themen, Formen und Tendenzen frühislamischer Geschichtsüberlieferung für das Fach „Arabistik und Islamkunde“.

## Wissenschaftliche Karriere
Seit April 1971 war Noth als wissenschaftlicher Rat und Professor am Seminar für Orientalische Sprachen (SOS) in Bonn tätig und leitete die Abteilung „Naher Osten“. Im April 1980 wurde er an die Universität Hamburg berufen, wo er bis zu seinem Tod die Professur für Geschichte und Kultur des Vorderen Orients innehatte.
Albrechts Noths wissenschaftliche Laufbahn umfasste mehrere Gastprofessuren: 1973 war er Gastprofessor für „Islamic History“ an der University of California, Los Angeles (UCLA); 1989 an der Universität von Sanaa (Arab.Rep.Jemen); 1990/91 an der Universität von Bordeaux; 1997 an der Azhar-Universität in Kairo. Für seine Verdienste um die Orientalistik ist Albrecht Noth vom Secrètarìa de Estado de Universidades e Investigaciòn Spaniens für den Humboldt-Mutis-Preis des Jahres 1990 ausgewählt worden, der mit langfristigen Forschungsaufenthalten am Consejo Superior de Investigaciones Cientificas in Madrid verbunden war.
Als Herausgeber war Noth seit 1975 für die Edition der arabischen und arabisch-griechischen Urkunden im Codex Diplomaticus Regni Siciliae zuständig; 1976 wurde er Mitherausgeber der Fachzeitschrift Saeculum und 1982 der Herausgeber von Der Islam, sowie der Reihe Studien zur Sprache, Geschichte und Kultur des islamischen Orients, die als Beihefte zu Der Islam erschienen sind. In Noths Forschungsarbeit ist die historische Herangehensweise vorherrschend. Seine Schwerpunkte sind gemeinsame Felder europäischer und islamischer Geschichte, muslimische Historiographie und Geschichtsbilder, nicht-muslimische Minderheiten in muslimischen Gesellschaften, sowie muslimisches Recht (Scharia) als geschichtsprägender Faktor.
Er war an verschiedenen Projekten des Instituts für Historische Anthropologie beteiligt, wie etwa „Entstehung und Wandel rechtlicher Traditionen“, „Kindheit-Jugend-Familie“ und „Töten im Krieg“. Von 1979 bis 1987 leitete er im Auftrag der Kulturabteilung des Auswärtigen Amtes das Handschriften-Projekt „Archivierung und Restaurierung der größten vorhandenen Sammlung ältester Koran-Fragmente“ im Jemen und seit 1992 hat er an der Studie Die historischen Grundlagen für die Situation und Probleme der Minderheiten (islamische und nicht-islamische) in den muslimischen Ländern des Nahen Ostens mitgearbeitet.
In seinen späteren Arbeiten befasste sich Noth mit Formen und Charakteristika von Gruppenbildungen in muslimischen Gesellschaften und einer Entwicklung angemessener Fragestellungen und Ordnungsbegriffe für die Erfassung von Geschichtsprozessen in muslimischen Ländern. In seiner letzten Publikation („Der islamische Orient – Grundzüge seiner Geschichte“) hat er die ersten Ergebnisse seiner diesbezüglichen Forschungen vorgestellt.

## Schriften (Auswahl)
Albrecht Noth hat zahlreiche Aufsätze für deutsche und internationale historische, orientalistische und islamwissenschaftliche Fachzeitschriften veröffentlicht sowie zahlreiche Beiträge für Sammelwerke, Festschriften, Symposien und wissenschaftliche Tagungen publiziert.
- Quellenkritische Studien zu Themen, Formen und Tendenzen frühislamischer Geschichtsüberlieferung. In: Bonner Orientalistische Studien, N.S. 25. Bonn 1973; ins Engl übers. v. L. Conrad, The Early Arabic Historical Tradition, London 1994
- Zum Verhältnis von Recht und Geschichte im Islam. In: SAECULUM 26 (1975), S. 341–346
- Möglichkeiten und Grenzen islamischer Toleranz. In: SAECULUM 29 (1978), S. 190–204
- Die arabischen Dokumente König Rogers II. von Sizilien, 2. Teil, in: Carlrichard Brühl: Urkunden und Kanzlei König Rogers II. von Sizilien (Köln/Wien 1978), S. 217–261.
- (Hrsg. mit [Hans R. Roemer]): Studien zur Geschichte und Kultur des Vorderen Orients. Festschrift für Bertold Spuler zum siebzigsten Geburtstag, Leiden 1981
- Alcune osservazioni a proposito dell’edizione dei documenti arabi dei re normanni di Sicilia. In: Atti della Accademia di Scienze Lettere e Arti di Palermo, Serie quinta, Volume I (Palermo 1982) 123–129
- Das Reich des Kalifen. In: Die islamische Welt I (=Forschung und Information. Schriftenreihe der RIAS-Funkuniversität, Bd. 35), Berlin 1984, 25–34
- Der Islam und die nicht-islamischen Minderheiten. In: W. Ende/U. Steinbach (Hrsg.): Der Islam in der Gegenwart (Beck, München 11984), S. 527–538
- Der frühe Islam. In: U. Haarmann (Hrsg.): Geschichte der arabischen Welt (Beck, München 1987), S. 11–100
- Abgrenzungsprobleme zwischen Muslimen und Nicht-Muslimen. In: Jerusalem Studies in Arabic and Islam (JSAI) 9 (= Festschrift Kister), Jerusalem 1987, 290–315
- Der Dschihad: Sich mühen für Gott. In: G. Rotter (Hrsg.): Die Welten des Islam (Fischer, Frankfurt/Main 1993), S. 22–32
- The Early Arabic Historical Tradition. A Source-Critical Study = Studies in Late Antiquity and Early Islam 3. Princeton 1994
- Glaubenskriege des Islam im Mittelalter. In: Veröff. Joachim Jungius-Ges. Wiss. Hamburg 83 (1996), S. 109–122
- (Hrsg. [mit Jürgen Paul]): Der islamische Orient. Grundzüge seiner Geschichte, Würzburg 1998. Darin: (1) Von der medinensischen „Umma“ zu einer muslimischen Ökumene (2) Schichten und Gruppen innerhalb der „Umma“ // beide. S. 81–149

Übersetzungen
- Italienische Übersetzung: I documenti arabi di Ruggero II, 2. Teil in: C. Brühl, Diplomi e Cancelleria di Ruggero II. Palermo 1983. S. 189–222